# Рідкодуб (Богодухівський район)
Рідкоду́б —  село в Україні, у Валківській міській громаді Богодухівського району Харківської області. Населення становить 81 осіб. До 2020 орган місцевого самоврядування — Олександрівська сільська рада.

## Географія
Село Рідкодуб знаходиться біля витоків невеликої річки Коленівки, яка через 14 км впадає в річку Коломак, на річці зроблені невеликі загати. На відстані 2 км розташовані села Соснівка і Шелудькове. За 3 км від села проходить автомобільна дорога М03 (E40).

## Історія
12 червня 2020 року, розпорядженням Кабінету Міністрів України № 725-р «Про визначення адміністративних центрів та затвердження територій територіальних громад Харківської області», увійшло до складу Валківської міської громади.
19 липня 2020 року, в результаті адміністративно-територіальної реформи та ліквідації Валківського району, село увійшло до складу Богодухівського району.

## Населення

### Мова
Розподіл населення за рідною мовою за даними перепису 2001 року:
| Мова       | Кількість | Відсоток |
| ---------- | --------- | -------- |
| українська | 76        | 93.83%   |
| російська  | 5         | 6.17%    |
| Усього     | 81        | 100%     |